# Julius Mutzenbecher
Julius Mutzenbecher (* 18. Mai 1867 in Oldenburg; † 18. November 1933 ebenda) war ein deutscher Jurist und Eisenbahnbeamter.

## Leben

### Herkunft
Julius Mutzenbecher war ein Sohn des Verwaltungsjuristen und Staatsrates im Großherzogtum Oldenburg, August Mutzenbecher, und seiner Frau Olivia, geb. Migault  (1836–1922), der Tochter des Bremer Kaufmanns Gerhard Friedrich Migault (1806–1898) und seiner Ehefrau Malvine Henriette geb. Focke (1811–1878). Das Paar hatte drei Söhne und eine Tochter.

### Werdegang
Julius Mutzenbecher besuchte bis Ostern 1876 die Vorschule zu Oldenburg und wechselte dann auf das Gymnasium. Nach Abschluss der Schule studierte er Rechtswissenschaften an den Universitäten Jena, Berlin und Greifswald. Seit 1886 gehörte er der Jenaischen Burschenschaft Germania an. 1893 wurde er Gerichtsreferendar und kam ein Jahr später zur Direktion der Großherzoglich Oldenburgischen Staatseisenbahnen. Hier wurde er als beauftragter Auditor administrativer Hilfsarbeiter und in dieser Position am 1. Oktober 1896 Regierungsassessor. 1899 wird er Mitglied der Eisenbahndirektion und 1901 dort Regierungsrat.
Am 8. Januar 1916 wurde er Direktor der Eisenbahndirektion Oldenburg, blieb dies auch bei der Umbenennung 1920 zur Eisenbahndirektion Oldenburg/O. und 1922 zur Reichsbahndirektion Oldenburg/O. Bis zum 31. August 1932 blieb er Präsident der Reichsbahndirektion. 1916 war er zusätzlich Regierungskommissar des oldenburgischen Landtags geworden.
Er war Vorstand des 1900 gegründeten Vereins oldenburgischer Eisenbahner. Er verstarb 1933 in Oldenburg.

## Werke (Auswahl)
- Die Personenbeförderung und -Abfertigung. Kapitel XX in Das Eisenbahnwesen der Gegenwart, Band 1, R. Hobbing, 1911, S. 357 ff.
- Die Eisenbahnen. In: Oldenburgischer Landeslehrerverein, Heimatkunde des Herzogtums Oldenburg. Band 2, Bremen, 1913, S. 365–386.